# Alvarezsauroidea
Alvarezsauroidea è un clade di piccoli dinosauri teropodi maniraptori vissuti tra Giurassico superiore-Cretaceo superiore, circa 161-66 milioni di anni fa (Oxfordiano-Maastrichtiano), in Asia e in Sud America. I termini Alvarezsauroidea, Alvarezsauridae e Alvarezsauria prendono il nome dallo storico Don Gregorio Alvarez, e non dal più familiare fisico Luis Álvarez, il quale propose che l'evento di estinzione del Cretaceo-Paleogene sia stato causato da un evento d'impatto. Inizialmente, il gruppo venne proposto da Choiniere e colleghi nel 2010, per contenere la famiglia Alvarezsauridae e gli alvarezsauroidi non-alvarezsauridi, come Haplocheirus, che è considerato uno degli esemplari più basali di Alvarezsauroidea (essendo vissuto nel Giurassico superiore, in Asia). La scoperta di Haplocheirus ha esteso le prove stratigrafiche del gruppo Alvarezsauroidea, di circa 63 milioni di anni più avanti nel passato. La divisione di Alvarezsauroidea negli Alvarezsauridae e gli alvarezsauroidi non-alvarezsauridi si basa su differenze nella loro morfologia, specialmente nella morfologia della mano.

## Descrizione
I primi esemplari fossili di alvarezsauroidi vennero scoperti negli anni '90. Da allora, il numero di esemplari ritrovati è notevolmente aumentato. La maggior parte dei recenti alvarezsauroidi sono stati ritrovati in Cina, ma sono stati rinvenuti diversi esemplari anche nelle Americhe e in Europa. Il gruppo, probabilmente, apparve nel Giurassico superiore, per poi estinguersi insieme a tutti i dinosauri non-aviari, alla fine del Cretaceo superiore. Gli alvarezsauroidi cinesi più primitivi provengono, nella maggior parte, dalla Formazione Shishugou, nello Xinjiang (risalente al Giurassico superiore). Inoltre, due membri derivati del gruppo derivato Parvicursorinae sono noti dalla Mongolia Interna e dall'Henan (risalenti al Cretaceo superiore).
La dimensione dei membri più derivati di Alvarezsauroidea, va da 0,50 a 2 metri (da 1 piede e 8 pollici a 6 piedi e 7 pollici), ma alcuni membri potrebbero essere stati anche più grandi. Il genere Haplocheirus, per esempio, era il più grande membro di Alvarezsauroidea. A causa delle dimensioni di Haplocheirus e della sua posizione filogenetica basale, è stato suggerito che questi animali abbiano suggerito un processo di miniaturizzazione, diminuendo drasticamente le loro dimensioni. Le miniaturizzazioni sono molto rare nei dinosauri, ma si sono evolute in modo convergente in Paraves.

### Morfologia della mano
Le differenze nella morfologia delle mani negli Alvarezsauroidea basali e dei membri derivati sono caratterizzate da una riduzione del numero delle dita. Nell'evoluzione dei dinosauri teropodi, drastiche modifiche nella morfologia della mano erano tipiche. La riduzione del numero delle dita, per esempio, è un sorprendente fenomeno evolutivo che è chiaramente esemplificato nei dinosauri teropodi. L'ingrandimento del dito II della mano, negli alvezsauroidi e la contemporanea riduzione delle dita laterali, ha creato una mano composta da un unico dito mediale funzionale e due dita laterali molto piccole e presumibilmente vestigiali. Questi cambiamenti morfologici sono stati interpretati come adattamenti per scavare. Una possibile interpretazione suggerisce che gli alvarezsauroidi si nutrissero di insetti, usando le loro mani per scavare e cercare insetti sotto la corteccia degli alberi. Questa interpretazione è coerente con il loro muso lungo e stretto e i minuscoli denti. Un'altra interpretazione suggerisce che usassero i loro artigli per penetrare nelle colonie di termiti e formiche, come i moderni formichieri. Tuttavia, l'anatomia del braccio di un alvarezsauride richiederebbe all'animale di giacere sul suo petto contro un nido di termiti, per far sì che ciò sia possibile. In contrasto con la riduzione delle dita della mano negli alvarezsauroidi più evoluti sostituiti da un unico dito armato di un grosso artiglio usato per scavare, Haplocheirus era ancora in grado di afferrare oggetti. Tuttavia, Haplocheirus mostra un ingrandimento del secondo dito. Dati importanti sull'evoluzione della mano degli alvarezsauroidi sono forniti anche dal basale parvicursorino Linhenykus. Un'altra differenza tra Alvarezsauridae e Haplocheirus è la dentatura. Mentre gli alvarezsauroidi mostrano una dentizione omogenea semplificata, Haplocheirus possiede denti ricurvi e dentellati. La dentizione di Haplocheirus e la sua posizione filogenetica basale, suggeriscono che originariamente questi animali erano carnivori. Inoltre, Haplocheirus possedeva più denti nella mascella rispetto ad altri alvarezsauroidi.

## Classificazione
Il posizionamento filogenetico di Alvarezsauroidea non è ancora del tutto chiaro. Inizialmente, gli Alvarezsauroidea sono stati interpretati come un gruppo gemello di Avialae (uccelli moderni) o posizionati all'interno di Avialae e considerati uccelli incapaci di volare, poiché condividevano molte caratteristiche morfologiche con loro, come un teschio vagamente suturato, uno sterno chigliato, elementi del polso fusi e un pube rivolto posteriormente. Ma questa parentela è stata rivalutata dopo la scoperta delle forme primitive come Haplocheirus, Patagonykus e Alvarezsaurus, che non mostrano anch'essi tutte le caratteristiche da uccelli come le prime specie scoperte, come Mononykus e Shuvuuia. Ciò dimostra che le caratteristiche simili a quelle degli uccelli si presentate più volte all'interno di Maniraptora. Inoltre, l'Alvarezsauroidea aveva semplificato la dentizione omogenea, convergente con quella di alcuni mammiferi insettivori esistenti. Più recentemente, sono stati collocati tra la base di Coelurosauria e i Maniraptora, o come sister taxon di Ornithomimosauria, all'interno degli Ornithomimiformes.
Il cladogramma sottostante si basa sugli studi di Choniere et al. (2010):
|  | † Alvarezsaurus                                                   |
|  |                                                                   |
|  | \| \| † Achillesaurus \| \| \| \| \| \| † Patagonykus \| \| \| \| |
|  |                                                                   |
|  | † Achillesaurus                                                   |
|  |                                                                   |
|  | † Patagonykus                                                     |
|  |                                                                   |

|  | † Achillesaurus |
|  |                 |
|  | † Patagonykus   |
|  |                 |

|  | † Parvicursor  |
|  |                |
|  | † Shuvuuia     |
|  |                |
|  | † Mononykus    |
|  |                |
|  | † Albertonykus |
|  |                |

|  | † Alvarezsaurus                                                   |
|  |                                                                   |
|  | \| \| † Achillesaurus \| \| \| \| \| \| † Patagonykus \| \| \| \| |
|  |                                                                   |
|  | † Achillesaurus                                                   |
|  |                                                                   |
|  | † Patagonykus                                                     |
|  |                                                                   |

|  | † Achillesaurus |
|  |                 |
|  | † Patagonykus   |
|  |                 |

|  | † Parvicursor  |
|  |                |
|  | † Shuvuuia     |
|  |                |
|  | † Mononykus    |
|  |                |
|  | † Albertonykus |
|  |                |

|  | † Alvarezsaurus                                                   |
|  |                                                                   |
|  | \| \| † Achillesaurus \| \| \| \| \| \| † Patagonykus \| \| \| \| |
|  |                                                                   |
|  | † Achillesaurus                                                   |
|  |                                                                   |
|  | † Patagonykus                                                     |
|  |                                                                   |

|  | † Achillesaurus |
|  |                 |
|  | † Patagonykus   |
|  |                 |

|  | † Parvicursor  |
|  |                |
|  | † Shuvuuia     |
|  |                |
|  | † Mononykus    |
|  |                |
|  | † Albertonykus |
|  |                |

|  | † Alvarezsaurus                                                   |
|  |                                                                   |
|  | \| \| † Achillesaurus \| \| \| \| \| \| † Patagonykus \| \| \| \| |
|  |                                                                   |
|  | † Achillesaurus                                                   |
|  |                                                                   |
|  | † Patagonykus                                                     |
|  |                                                                   |

|  | † Achillesaurus |
|  |                 |
|  | † Patagonykus   |
|  |                 |

|  | † Parvicursor  |
|  |                |
|  | † Shuvuuia     |
|  |                |
|  | † Mononykus    |
|  |                |
|  | † Albertonykus |
|  |                |

## Distribuzione geografica
Originariamente, si pensava che gli alvarezsauroidi fossero originari del Sud America. Tuttavia, la scoperta di Haplocheirus, e la sua posizione filogenetica basale, così come la sua posizione temporale, suggeriscono che questo gruppo si sia evoluto in Asia piuttosto che in Sud America. Xu et al. (2011) suggeriscono che si sono verificati almeno tre eventi di dispersione degli alvezsauroidi; uno dall'Asia al Gondwana, uno dal Gondwana all'Asia, e uno dall'Asia al Nord America. Questa ipotesi è coerente con gli scambi faunistici di altri generi di dinosauri. D'altra parte, alcuni gruppi di teropodi non sono coerenti con questa ipotesi. Xu et al. (2013) hanno utilizzato un tree-fitting basato sugli eventi per eseguire un'analisi quantitativa della biogeografia degli alvarezsauroidi. I loro risultati hanno mostrato un'assenza di supporto statistico a precedenti ipotesi biogeografiche che favorivano la vicarianza pura o scenari di pura dispersione come spiegazioni per le distribuzioni di alvarezsauroidi in Sud America, Nord America e Asia. Hanno invece scoperto che le ricostruzioni biogeografiche statisticamente significative suggeriscono un ruolo dominante per gli eventi simpatrici ("entro l'area"), combinati con un mix di vicarianza, dispersione e estinzione regionale. L'origine asiatica degli alvarezsauroidi è sostenuta anche dalla scoperta di nuovi esemplari di alvarezsauroidi all'interno della Formazione Bissekty, dell'Uzbekistan, risalente all'età Turoniana, ossia i tre generi Bannykus, Tugulusaurus e Xiyunykus.